# Georgi Asparuhov
Georgi Rangelov Asparuhov (in bulgaro Георги Рангелов Аспарухов?; Sofia, 4 maggio 1943 – Sofia, 30 giugno 1971) è stato un calciatore bulgaro, di ruolo attaccante.

## Caratteristiche tecniche
Centravanti moderno e completo, dominante nel gioco aereo, forte fisicamente, dotato di un buon passo con e senza palla e di buonissima tecnica. Dentro l'area era letale: nonostante il fisico imponente sapeva giocare benissimo il pallone negli spazi stretti. Era mortifero nelle conclusioni al volo, oltre che in grado di segnare da qualsiasi angolazione con tiri ad alto coefficiente di difficoltà.

## Carriera

### Club
Attaccante prolifico, dopo aver debuttato con la maglia del Levski Sofia nel 1959, si trasferisce al Botev Plovdiv nel 1961, dove rimarrà due anni. Nel 1963 ritorna alla squadra della sua città, dove rimane fino al 1971, anno della sua morte, avvenuta in un incidente stradale insieme al compagno Nikola Kotkov. Al funerale dei due giocatori parteciparono 550.000 persone. Lo stadio Georgi Asparuhov di Sofia reca il nome del centravanti.

### Nazionale
In nazionale conta 50 presenze e 19 gol. Il debutto risale al 6 maggio 1962, in un'amichevole contro l'Austria giocata al Prater di Vienna. Convocato per il campionato del mondo 1962, esordì nella rassegna nella seconda partita, quella contro l'Ungheria. Il 7 novembre 1962 segnò i suoi primi gol in nazionale, realizzando una doppietta nella partita vinta in casa per 3-1 contro il Portogallo nelle eliminatorie del campionato d'Europa 1964. Con 5 reti fu il migliore marcatore bulgaro nelle qualificazioni al campionato del mondo 1966, rassegna alla quale partecipò con la formazione bulgara e andò in gol all'Old Trafford di Manchester nella sconfitta per 1-3 contro l'Ungheria.

## Palmarès

### Club
- Campionato bulgaro: 3

Levski Sofia: 1965, 1968, 1970
- Coppa di Bulgaria: 5

Levski Sofia: 1959, 1967, 1970, 1971
Botev Plovdiv: 1961-1962

### Individuale
- Capocannoniere della Coppa delle Coppe: 1

1962-1963 (6 gol a pari merito con Jimmy Greaves)
- Capocannoniere del campionato bulgaro: 1

1964-1965 (27 reti)
- Calciatore bulgaro dell'anno: 1

1965